# Toto IV
Toto IV četvrti je album sastava Toto. Dobio je 3 Grammyja, jedan za najbolju pjesmu Rosanna, drugi za najbolji album i treći za najboljeg producenta. Izdan je 1982., većinu pjesama napisao je njihov klavijaturist David Paich. Najveći hit je Africa, koji je dugo bio prvi na Billboard Hot 100 (gdje su među prvima bili i Rosanna i I Won't Hold You Back). Nakon turneje i promocije albuma, glavni vokalist Bobby Kimball je otišao iz benda, zbog nesuglasica benda i njega. 

## Popis pjesama
1. "Rosanna" (Paich) – 5:31
2. "Make Believe" (Paich) – 3:45
3. "I Won't Hold You Back" (Lukather) – 4:56
4. "Good for You" (Kimball/Lukather) – 3:20
5. "It's a Feeling" (S. Porcaro) – 3:08
6. "Afraid of Love" (Lukather/Paich/J. Porcaro) – 3:51
7. "Lovers in the Night" (Paich) – 4:26
8. "We Made It" (Paich/J. Porcaro) – 3:58
9. "Waiting for Your Love" (Kimball/Paich) – 4:13
10. "Africa" (Paich/J. Porcaro) – 4:57